# Roma (Sverige)
 For alternative betydninger, se Roma. (Se også artikler, som begynder med Roma)
Roma er et byområde i Gotlands kommun i Gotlands län i Sverige. I 2010 var indbyggertallet 292.